# フルート、ヴィオラとハープのためのソナタ
フルート、ヴィオラとハープのためのソナタ（Sonate pour flûte, alto et harpe）は、フルート、ヴィオラ、ハープの三重奏によるソナタである。ここではそのうち最も有名な、クロード・ドビュッシーが作曲した楽曲について述べる。

## 作曲の経緯
ドビュッシーはその晩年、「様々な楽器のための6つのソナタ (six sonates pour divers instruments)」を作曲する計画を立てた。
1. チェロとピアノのためのソナタ （1915年）
2. フルート、ヴィオラとハープのためのソナタ （1915年）
3. ヴァイオリンとピアノのためのソナタ （1917年）
4. オーボエ、ホルンとクラヴサンのためのソナタ
5. トランペット、クラリネット、バスーンとピアノのためのソナタ
6. コントラバスと各種楽器のためのコンセール形式のソナタ

の6曲である。6曲というのは、古典派以前の6曲1組の形式を意識したものと考えられている。ドビュッシーは癌に侵されながらも作曲を続けたが、ヴァイオリンとピアノのためのソナタを書き上げた翌年に没し、残りの3曲は計画のみとなってしまった。
フルート、ヴィオラとハープのためのソナタは、1915年の9月から10月という短い時期に作曲された。残された他の2曲と共に、ドビュッシーが作曲した室内楽曲の傑作と評価されている。

## 初演
1917年4月21日、パリ。

## 楽曲の構成
静寂性の中にフルート、ハープという透明感のある楽器の美しさを際立たせている。ヴィオラの肉感的な響きが、これらによる音楽が淡白さに陥いることを防いでいる。
第1楽章 牧歌 (Pastorale)
不可思議なハープの和音、同じく調性が曖昧なフルートを引き継いで、ヴィオラが高音域で牧童のオーボエを思わせるメロディで入った後、変ロ長調を経てヘ長調に落ち着く。
ドビュッシーは1915年9月16日付けのジャック・デュラン（出版社デュラン社長）への手紙で、チェロソナタの初版楽譜の余白に書き添える「ソナタ」（複数形でSonatasと書いてある。上記「作曲の経緯」参照）の次作予定に「『フルート、オーボエ、ハープのためのソナタ』のスケッチを昨晩書き終えた」と書き綴っており、曲冒頭には当初の楽想の名残が窺える。しかしその手紙の封筒には追伸として「他のソナタは3つの楽器で：フルート、ヴィオラ、ハープ、またはヴァイオリン、イングリッシュホルン、ピアノ?」とも書いている。
第2楽章 間奏曲 (Interlude)
第3楽章 終曲 (Finale)

## 主な録音
- ジェームズ・ゴールウェイ(Fl)、グラハム・オッペンハイマー(Va)、 マリーサ・ロブレス(Hp)
- オーレル・ニコレ(Fl)、セルジュ・コロー(Va)、篠崎史子(Hp)
- オーレル・ニコレ(Fl)、今井信子、吉野直子(Hp)
- ペーター＝ルーカス・グラーフ(Fl)、セルジュ・コロー(Va)、ウルスラ・ホリガー(Hp)
- ジャン＝ピエール・ランパル（Fl）、ブルーノ・パスキエ（Va）、リリー・ラスキーヌ（Hp） - エラート (1966年)
- 工藤重典（Fl）、ジェラール・コセ（Va)、マリエル・ノールマン(Hp)
- マリーナ・ピッチニーニ（Fl）、キム・カシュカシャン（Va)、シヴァン・マゲン(Hp)（2013年）

## 同一編成によるその他の作品
- アーノルド・バックス - 「悲歌の三重奏曲」 （1916年）
- アンドレ・ジョリヴェ - 小組曲 （1942年）
- ジャン＝ミシェル・ダマーズ - 三重奏曲 （1946年）
- クラウス・フーバー - 「サバト」
- ハラルト・ゲンツマー - 三重奏曲
- ソフィア・グバイドゥーリナ - 「喜びと悲しみの園」 （1988年）
- 武満徹 - 「そして、それが風であることを知った」 （1992年）
- イェスパー・コック - 「ドリームチャイルド」 （1996年）
- ネイサン・カーリアー - サンブーカ・ソナタ
- アミ・マヤーニ - 三重奏曲
- 大前哲 - 「タイム・トレーシング」
- カイヤ・サーリアホ - 「New Gates」